# Hiesville
Hiesville ist eine französische Gemeinde mit 72 Einwohnern (Stand 1. Januar 2022) auf der Halbinsel Cotentin im Département Manche in der Region Normandie.

## Geografie
Hiesville liegt auf der Halbinsel Cotentin, acht Kilometer nördlich von Carentan im Regionalen Naturpark Marais du Cotentin et du Bessin. Das Gemeindegebiet umfasst 403 Hektar, die mittlere Höhe beträgt 20 Meter über dem Meeresspiegel, die Mairie steht auf einer Höhe von 30 Metern. Das Flüsschen Escalgrain fließt durch die Gemeinde.
Hiesville ist einer Klimazone des Typs Cfb (nach Köppen und Geiger) zugeordnet: Warmgemäßigtes Regenklima (C), vollfeucht (f), wärmster Monat unter 22 °C, mindestens vier Monate über 10 °C (b). Es herrscht Seeklima mit gemäßigtem Sommer.

## Geschichte
Im Zweiten Weltkrieg wurde Hiesville am 5. Juni 1944 ohne Gegenwehr von der 101. US-Luftlandedivision befreit. Danach richtete der damalige General Maxwell D. Taylor dort sein Hauptquartier ein.

## Bevölkerungsentwicklung
| Jahr      | 1962 | 1968 | 1975 | 1982 | 1990 | 1999 | 2009 | 2018 |
| Einwohner | 90   | 94   | 72   | 66   | 57   | 69   | 75   | 67   |

## Kultur und Sehenswürdigkeiten
Die Kirche Saint-Côme Saint-Damien, die den Heiligen Cosmas und Damian geweiht ist, wurde im 13. Jahrhundert erbaut. Das Kirchenschiff wurde jedoch im 19. Jahrhundert umgebaut. Die Kirchenfenster aus dem 16. Jahrhundert wurden im 19. Jahrhundert wieder eingesetzt, sie sind als Monument historique (historisches Denkmal) klassifiziert.
Der protestantische Friedhof von Hiesville stammt aus der Zeit der Hugenottenkriege (1562–1598).

## Wirtschaft
Ein wichtiger Erwerbszweig in Hiesville ist die Zucht von Hausrindern, Hauspferden und Geflügel.
Auf dem Gemeindegebiet gelten kontrollierte Herkunftsbezeichnungen (AOC) für Camembert de Normandie, Pont-l’Évêque (Käse), Butter (Beurre d’Isigny), Sahne (Crème d’Isigny) und Lammfleisch (Prés-salés du Mont-Saint-Michel). Die Lämmer weiden auf salzigen Wiesen an der Baie du Mont-Saint-Michel. Außerdem gelten geschützte geographische Angaben (IGP) für Schweinefleisch (Porc de Normandie), Geflügel (Volailles de Normandie) und Cidre der Bezeichnungen de Normandie oder normand.